# یورک‌تاون (نیویورک)
یورک‌تاون (به انگلیسی: Yorktown) یک سکونتگاه مسکونی در ایالات متحده آمریکا است که در شهرستان وستچستر، نیویورک واقع شده‌است.

## خصوصیات
یورک ۱۰۱٫۷ کیلومترمربع مساحت و ۳۶٬۰۸۱ نفر جمعیت دارد و ۱۴۰ متر بالاتر از سطح دریا واقع شده‌است.